# Línea de sucesión presidencial de Venezuela

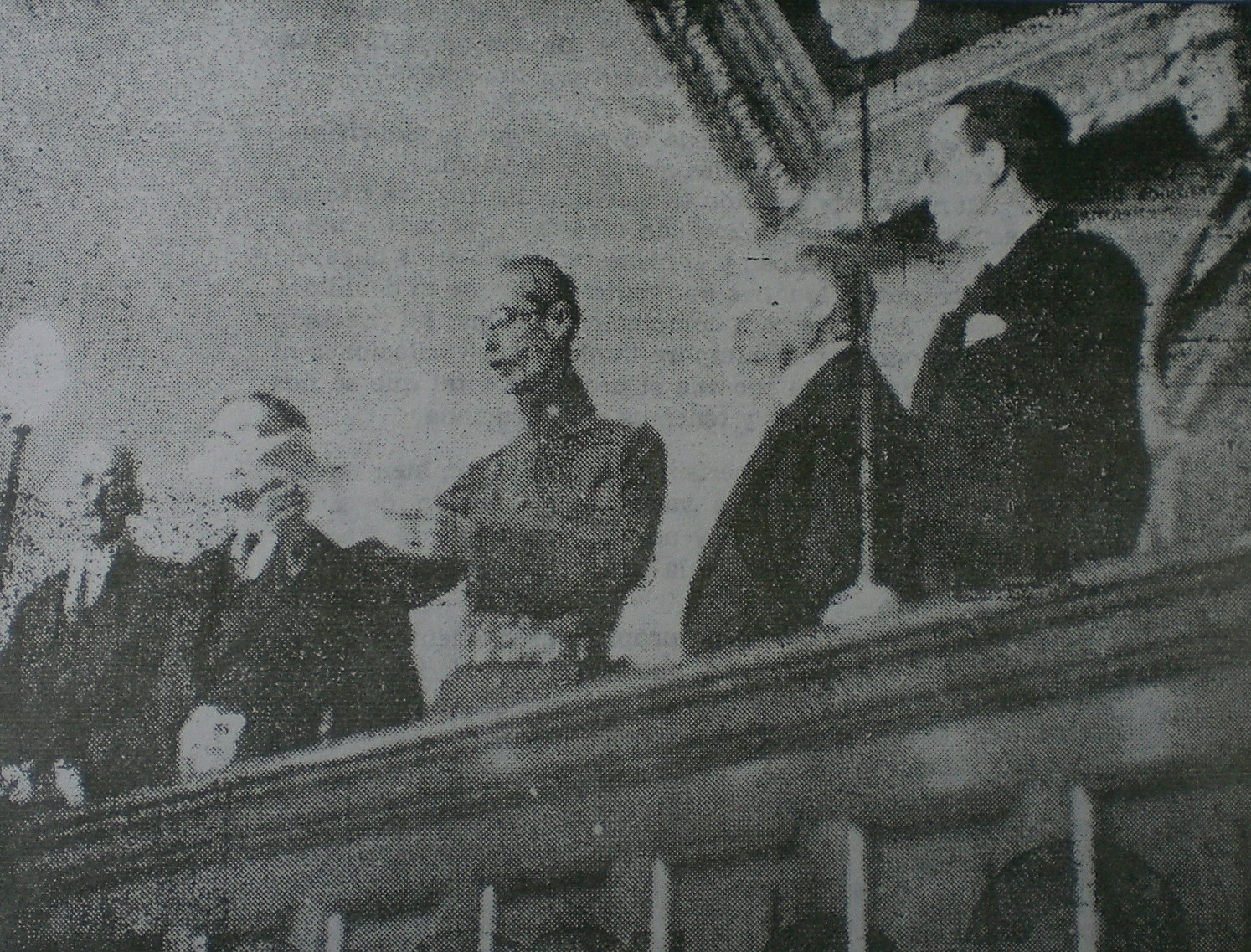
Eleazar López Contreras asumió la presidencia de Venezuela en 1935 tras la muerte de Juan Vicente Gómez.

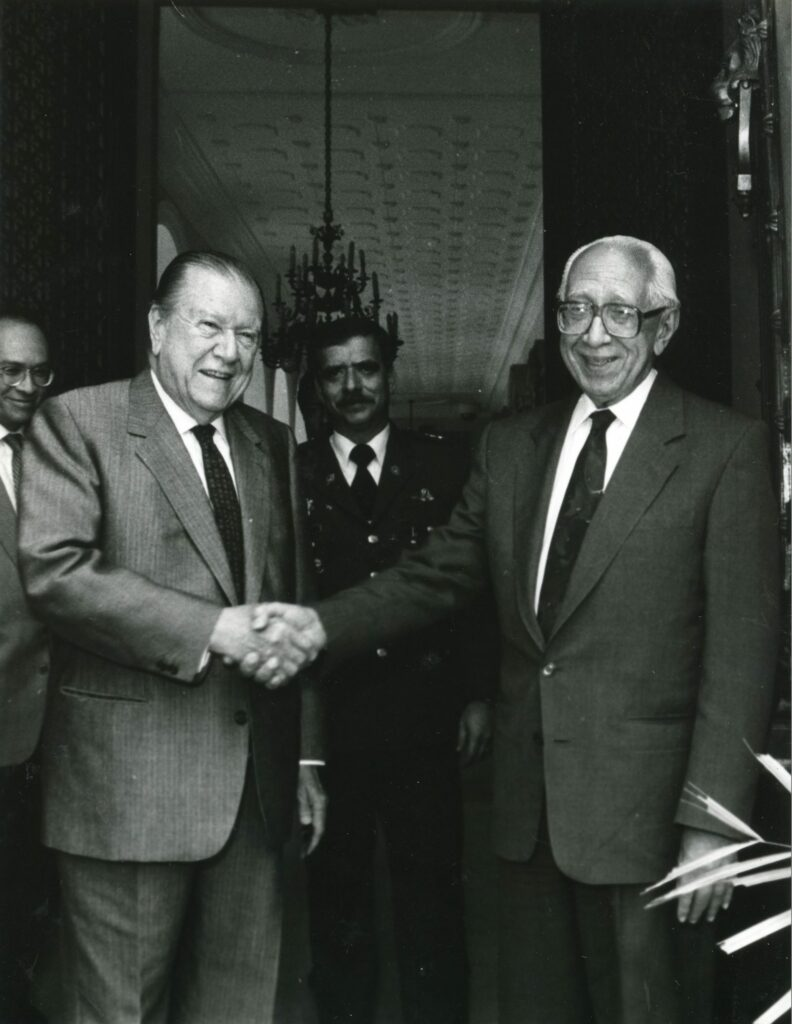
Ramón J. Velásquez fue investido Presidente Constitucional en 1993 por el Congreso tras la destitución de Carlos Andrés Pérez. En la foto es visitado por el candidato presidencial Rafael Caldera.

La línea de sucesión presidencial de Venezuela es el orden de los funcionarios que asumen o deben asumir como presidente de Venezuela ante la falta absoluta del presidente electo o en ejercicio bajo los supuestos que establece la Constitución de la República.
Actualmente, según la Constitución vigente, el Vicepresidente Ejecutivo es el primer cargo en la línea de sucesión presidencial desde 1999 ante la falta absoluta del presidente en Ejercicio. Mientras el Presidente de la Asamblea Nacional es el primero en la línea de sucesión sólo ante la falta absoluta del presidente electo antes de su toma de posesión. 

## Posición Constitucional
La Constitución de la República Bolivariana de Venezuela, vigente desde 1999, no define una línea de sucesión presidencial precisa, sino que  establece un conjunto de supuestos ante la falta absoluta del Presidente de la República en ejercicio o electo, y bajo los cuales se interpreta la línea de sucesión presidencial. Estos supuestos se recogen el Capítulo II, Artículo 233 de la Constitución de la República
- Falta absoluta del Presidente en ejercicio
  - Ante la falta absoluta del Presidente de la República durante los primeros cuatro años del mandato constitucional, el Vicepresidente Ejecutivo asumirá la presidencia de forma temporal mientras se convocan elecciones universales, directas y secretas en los próximos treinta (30) días y toma posesión el nuevo presidente, quien completará el período presidencial.
  - Ante la falta absoluta del Presidente de la República durante los dos últimos años del mandato constitucional, el Vicepresidente Ejecutivo asumirá como presidente constitucional para terminar el período presidencial.

- Falta absoluta del Presidente electo antes de su toma de posesión
  - Ante la falta absoluta del Presidente electo, antes de tomar posesión de su cargo, se procederá a una nueva elección universal, directa y secreta dentro de los treinta días consecutivos siguientes. Mientras se elige y toma posesión el nuevo Presidente o la nueva Presidenta, se encargará de la Presidencia de la República el Presidente o Presidenta de la Asamblea Nacional.

## Línea de sucesión actual
Según la Constitución de la República Bolivariana de Venezuela, la línea de sucesión presidencial sólo está compuesta por un solo cargo en cada supuesto. El Vicepresidente Ejecutivo es el primero en la línea cuando se da la falta absoluta del presidente en ejercicio, mientras que el presidente de la Asamblea Nacional es el primero en la línea de sucesión cuando se da la falta absoluta del presidente electo antes de su toma de posesión.
| Línea de sucesión presidencial | Línea de sucesión presidencial      | Titular del cargo | Titular del cargo | Partido Político | Supuestos |
| ------------------------------ | ----------------------------------- | ----------------- | ----------------- | ---------------- | --- |
| -                              | Presidencia de la República         |                   | Nicolás Maduro    |                  | Presidente en Ejercicio |
| 1*                             | Vicepresidencia Ejecutiva           |                   | Delcy Rodríguez   |                  | Asume tras la falta absoluta del presidente en ejercicio hasta que asuma un nuevo presidente electo (si la falta se da en los primeros cuatro años del período presidencial) o termina el periodo presidencial (si la falta absoluta se da en los últimos dos años del periodo presidencial)                                            |
| 1**                            | Presidencia de la Asamblea Nacional |                   | Jorge Rodríguez   |                  | Asume tras la falta absoluta del presidente electo antes de su toma de posesión. En este supuesto el Presidente de la Asamblea se separa de su cargo para asumir la presidencia temporal mientras se elige mediante elección directa, universal y secreta a un nuevo presidente en los próximos 30 días de declarada la falta absoluta. |

(*) El Vicepresidente solo asume la presidencia encargada o constitucional (según el caso) en caso de falta absoluta del presidente en ejercicio.
(**) El Presidente de la Asamblea Nacional solo asume la presidencia encargada en caso de falta absoluta del presidente electo, antes de la toma de posesión.

## Historia
La línea de sucesión presidencial de Venezuela y los supuestos ante la falta absoluta del presidente electo o en ejercicio han cambiado a lo largo de la historia a través de las distintas constituciones que ha tenido la República. 
Constitución del Estado de Venezuela (1830) 
- Las faltas temporales del Presidente y Vicepresidente de la República serán suplidas por el que haya sido nombrado Vicepresidente del Consejo de Gobierno, por sus mismos miembros y en caso de muerte, dimisión, privación o incapacidad del Vicepresidente encargado del Poder Ejecutivo, le subrogará en sus funciones el mismo Vicepresidente del Consejo de Gobierno hasta la nueva elección de Presidente y Vicepresidente de la República, con cuyo objeto se expedirán inmediatamente las órdenes necesarias para que se reúnan los Colegios Electorales.

Constitución de los Estados Unidos de Venezuela (1864) 
- El Congreso reunido en sesión conjunta determinará dos designados para suplir las faltas temporales del presidente. Si la falta absoluta tuviese lugar los dos primeros años, el Congreso elegirá un nuevo presidente, mientras asume el presidente electo, uno de los designados ejercerá como presidente temporal. En caso de que la falta absoluta se de en los últimos acs del período presidencial, uno de los designados asumirá la presidencia hasta finalizar el período constitucional.

Constitución de la República de Venezuela (1947) 
- Cuando el presidente electo no pudiere tomar posesión del cargo en la fecha indicada en este artículo, el presidente saliente resignará sus poderes ante el presidente de la Corte Suprema de Justicia quien los ejercerá, con el carácter de Encargado del Poder Ejecutivo Nacional, hasta que el primero pueda entrar en el ejercicio de sus funciones.
- Las faltas absolutas del Presidente de la República las suplirá provisionalmente el presidente del Congreso Nacional y, a falta de éste, el Vicepresidente del mismo. Cuando por cualquier motivo, ninguno de dichos funcionarios pudiere tomar posesión del cargo, lo hará el presidente de la Corte Suprema de Justicia. En estos casos, el Encargado provisional del Poder Ejecutivo solicitará inmediatamente la convocatoria del Congreso a sesiones extraordinarias para que, dentro de los treinta días siguientes a la convocatoria, disponga la elección del nuevo Presidente de la República en conformidad con lo establecido en el artículo 192 de esta Constitución, si la falta se produce durante la primera mitad del período constitucional, o elija a quien haya de llenar la vacante presidencial, si la falta ocurre durante la segunda mitad del período constitucional.

Constitución de la República de Venezuela (1953) 
- Si se da la falta absoluta del presidente electo, el presidente saliente se mantendrá con el carácter de "encargado" hasta que el Congreso Nacional designe por mayoría absoluta el presidente de la República el resto del período constitucional.
- Si la falta absoluta del presidente se da en pleno ejercicio de sus funciones, asumirá la presidencia con carácter de "encargado" el ministro que obtenga la mayoría absoluta de votos del gabinete ministerial hasta que el Congreso Nacional designe por mayoría absoluta el presidente de la República el resto del período constitucional.

Constitución de la República de Venezuela (1961) 
- Cuando se produzca falta absoluta del presidente electo antes de tomar posesión, se procederá a nueva elección universal y directa en la fecha que señalen las cámaras del Congreso Nacional en sesión conjunta. Mientras se elige y toma posesión el nuevo Presidente, se encargará de la Presidencia de la República el Presidente del Congreso; a falta de éste, el Vicepresidente del mismo, y, en su defecto, el presidente de la Corte Suprema de Justicia.
- Cuando la falta absoluta se produzca después de la toma de posesión, las Cámaras procederán, dentro de los treinta días siguientes, a elegir, por votación secreta y en sesión conjunta convocada expresamente, un nuevo Presidente por el resto del período constitucional. Mientras se elige y toma posesión el nuevo Presidente, se encargará temporalmente de la Presidencia de la República el Presidente del Congreso; a falta de éste, el Vicepresidente del mismo, y, en su defecto, el presidente de la Corte Suprema de Justicia.

## Sucesiones Constitucionales aplicadas
En la historia de Venezuela se han dado numerosos traspasos de mando como consecuencia de golpes de estado, guerras civiles, cambios constitucionales o acuerdos políticos. Sin embargo, se registran al menos quince (15) sucesiones presidenciales por mandato constitucional dentro de un mismo marco jurídico. La siguiente tabla sólo se considera las sucesiones presidenciales dentro de un mismo marco constitucional, es decir, no se consideran las sucesiones producto de una guerra civil, golpe de Estado exitoso, nombramiento por parte de una asamblea constituyente o por cambio de la constitución nacional.
| Año  | Titular del Cargo | Titular del Cargo                     | Cargo Previo                                         | Condición Asumida                         | Falta Absoluta Asociada                                                                      | Consideraciones |
| ---- | ----------------- | ------------------------------------- | ---------------------------------------------------- | ----------------------------------------- | -------------------------------------------------------------------------------------------- | --- |
| 1836 |                   | Andrés Narvarte                       | Vicepresidente de la República                       | Presidente Encargado de la República      | Renuncia del Presidente Constitucional José María Vargas                                     | Asume el poder provisionalmente tras la renuncia de José María Vargas. |
| 1837 |                   | José María Carreño                    | Vicepresidente Encargado de la República             | Presidente Encargado de la República      | Renuncia del Presidente Constitucional José María Vargas                                     | Andrés Narvarte se retira del poder y Carreño asume como vicepresidente y presidente encargado. |
| 1837 |                   | Carlos Soublette                      | Vicepresidente Encargado de la República             | Presidente Encargado de la República      | Renuncia del Presidente Constitucional José María Vargas                                     | Designado vicepresidente por el congreso y presidente encargado. |
| 1861 |                   | Pedro Gual                            | Vicepresidente de la República                       | Presidente Encargado de la República      | Renuncia del Presidente Manuel Felipe Tovar                                                  | Tras la renuncia del Presidente Tovar, Pedro Gual asume la presidencia como encargado y jefe del estado. |
| 1868 |                   | José Ruperto Monagas                  | Ministro de Marina                                   | Presidente Constitucional de la República | Muerte del Presidente José Tadeo Monagas                                                     | Electo por el Congreso para sustituir a Monagas como Presidente Constitucional. |
| 1878 |                   | Jacinto Gutiérrez                     | Presidente de la Alta Corte Federal                  | Presidente Encargado de la República      | Muerte del Presidente Francisco Linares Alcántara                                            | Por sucesión constitucional |
| 1892 |                   | Guillermo Tell Villegas               | Ministro de Instrucción Pública                      | Presidente Encargado de la República      | Renuncia de Raimundo Andueza Palacios                                                        | Designado por los Estados Federales |
| 1892 |                   | Guillermo Tell Villegas Pulido        | Diputado del Congreso Nacional por el Estado Bolívar | Presidente Encargado de la República      | Renuncia de Raimundo Andueza Palacios                                                        | Designado por los Estados Federales tras la renuncia de Guillermo Tell Villegas |
| 1908 |                   | Juan Vicente Gómez                    | Primer Vicepresidente de la República                | Presidente Encargado de la República      | Ausencia del Presidente Cipriano Castro por tratamiento médico en el exterior.               | Tomó posesión en noviembre de 1908 como Presidente encargado en su condición de Vicepresidente. Posteriormente en diciembre del mismo año asume como Presidente pleno a través de un golpe de Estado.                                                 |
| 1913 |                   | José Gil Fortoul                      | Presidente del Consejo de Gobierno                   | Presidente Encargado de la República      | Ausencia temporal del Presidente Juan Vicente Gómez                                          | En 1913 era presidente del Consejo de Gobierno mientras Juan Vicente Gómez se encontraba enfrascado en un conflicto militar, lo que lo convertía en presidente interino bajo las disposiciones sucesorias de la constitución venezolana de la época . |
| 1935 |                   | Eleazar López Contreras               | Ministro de Guerra y Marina                          | Presidente Encargado de la República      | Muerte del Presidente Juan Vicente Gómez                                                     | Electo por el Gabinete Ministerial como Presidente Encargado. |
| 1993 |                   | Octavio Lepage                        | Presidente del Congreso Nacional                     | Presidente Encargado de la República      | Destitución del Presidente Carlos Andrés Pérez                                               | Presidente encargado mientras el Congreso elige al nuevo Presidente |
| 1993 |                   | Ramón J. Velásquez                    | Senador por el Estado Táchira                        | Presidente Constitucional de la República | Destitución del Presidente Carlos Andrés Pérez                                               | Presidente electo por sesión conjunta del Congreso Nacional |
| 2002 |                   | Diosdado Cabello                      | Vicepresidente Ejecutivo de la República             | Presidente Encargado de la República      | Golpe de Estado contra el Presidente Hugo Chávez                                             | Es juramentado como presidente encargado tras la renuncia del presidente (de facto) Pedro Carmona. |
| 2013 |                   | Nicolás Maduro                        | Vicepresidente Ejecutivo de la República             | Presidente Encargado de la República      | Muerte del Presidente Hugo Chávez Frías                                                      | Nicolás Maduro asume provisionalmente la presidencia hasta la celebración de nuevas elecciones presidenciales en 2013 para designar al presidente que culminará el período para el que fue electo inicialmente Hugo Chávez                            |
| 2019 |                   | Juan Guaidó (parcialmente reconocido) | Presidente de la Asamblea Nacional                   | Presidente Encargado de la República      | Desconocimiento de las elecciones presidenciales de 2018 donde resulta electo Nicolás Maduro | Es juramentado presidente tras la ausencia de un presidente electo al término del mandato presidencial de Nicolás Maduro (2013-2019) tras desconocerse las elecciones de 2018                                                                         |